# Minensucher-Denkmal

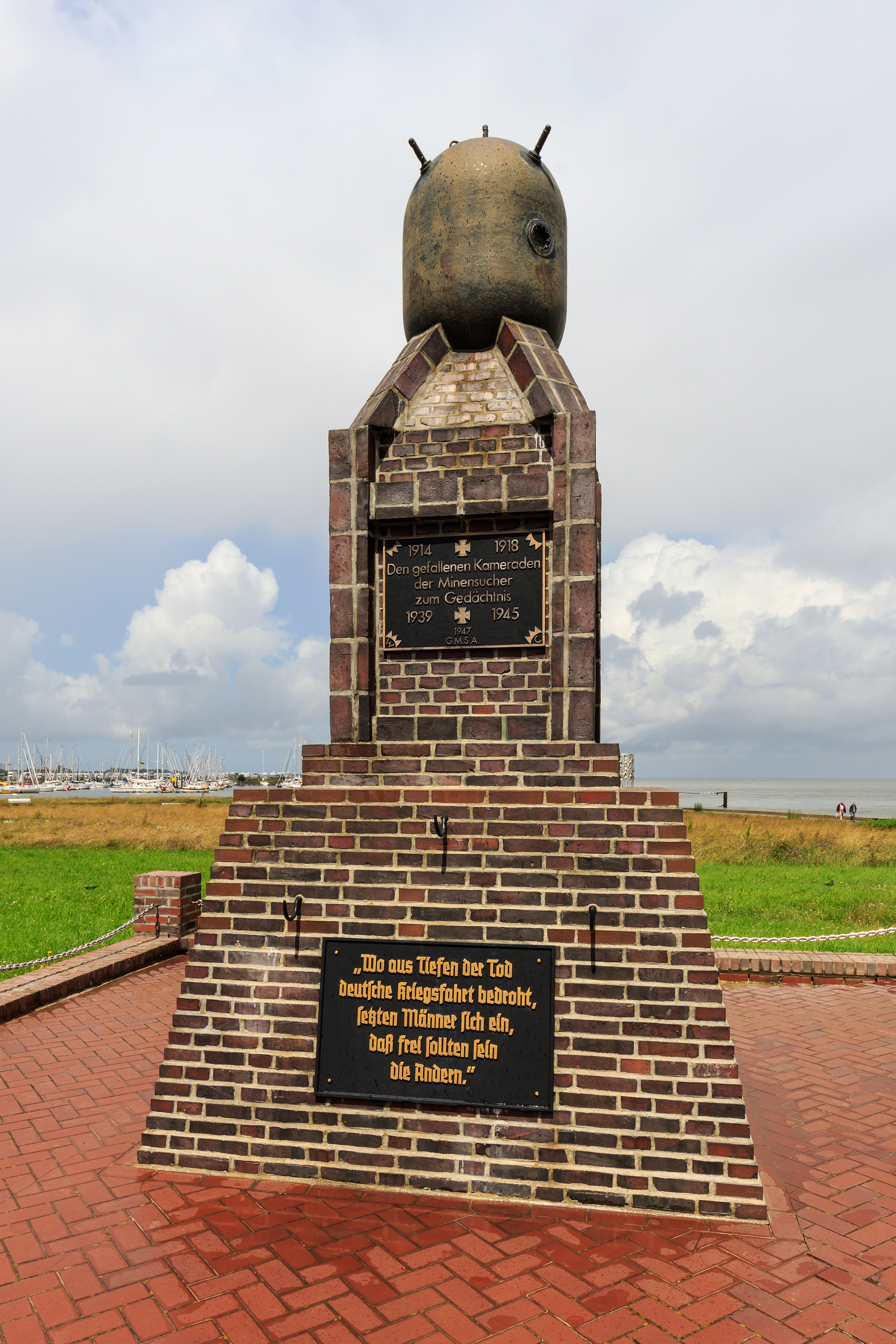
Minensucherdenkmal

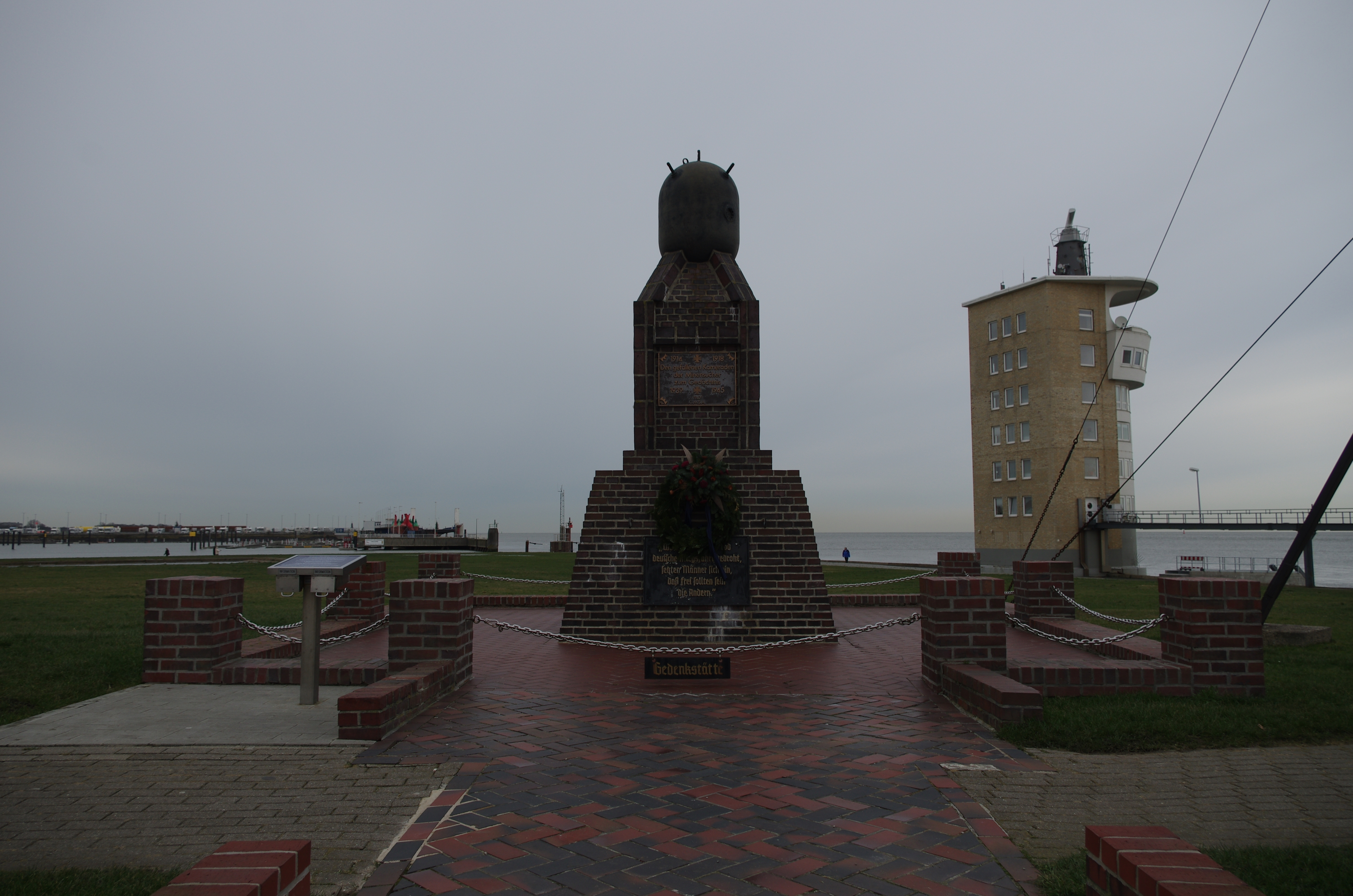
Denkmal und Radarturm Cuxhaven

Das Minensucher-Denkmal in Cuxhaven, bei der Alten Liebe, steht unter niedersächsischem Denkmalschutz und ist in der Liste der Baudenkmale in Cuxhaven enthalten.

## Geschichte
Der Marinestützpunkt Cuxhaven bestand mit Unterbrechungen von 1905 bis 1991. Die Kaiserliche Marine baute hier die Minenstreitkräfte auf und stationierte zunächst sechs Torpedoboote in Cuxhaven. Am Ende des Ersten Weltkrieges lagen etwa 300 Minenabwehrfahrzeuge in Cuxhaven.
Das Minensucher-Denkmal und die Umfassungsmauer als Brustwehr wurden nach Plänen von Kapitänleutnant Erich Bodanowitz gebaut und anlässlich eines Minensuchertreffens am 9. Juni 1935 eingeweiht.
 
Bauherr war die Hamburger Minensuchkameradschaft, die damit die Gefallenen der Minensuchverbände ehrte. Auf dem 4,5 m hohen Ehrenmal wurde eine echte Seemine aus dem Ersten Weltkrieg platziert. 
Von 2005 bis 2008 wurde es durch einen Förderverein saniert.